# Itatsina
Agroeca là một chi nhện trong họ Liocranidae.